# Sheila Kirkwood
Sheila Catherine Kirkwood, född 23 januari 1953, är en brittisk-svensk geofysiker.
Kirkwodd tog 1974 en B.Sc.-examen i geofysik vid Edinburgh University och 1978 en Ph.D.-examen i geofysik där, med inriktning på seismologi. 1990 tog hon en filosofie doktorexamen i rymdfysik vid Umeå universitet, där hon 1991 blev docent. Sedan 1998 är hon professor i atmosfärfysik vid Institutet för rymdfysik i Kiruna.
Hennes forskningsområde gäller stratosfärens och mesosfärens temperatur och kemiska sammansättning påverkas av rörelser i atmosfären och av elektromagnetisk strålning.
Kirkwood invaldes 2008 som ledamot av Kungliga Vetenskapsakademien.